# Carrozze FFS tipo Eurocity panoramiche
Le carrozze tipo Eurocity panoramiche sono una serie di carrozze passeggeri delle Ferrovie Federali Svizzere, caratterizzate da un'ampia superficie finestrata che consente una vista panoramica sull'esterno.
Furono costruite dal 1991 al 1992 in 12 esemplari, ricavando il progetto dalla serie di carrozze tipo Eurocity, a loro volta appartenenti al tipo europeo unificato Z.

## Galleria d'immagini

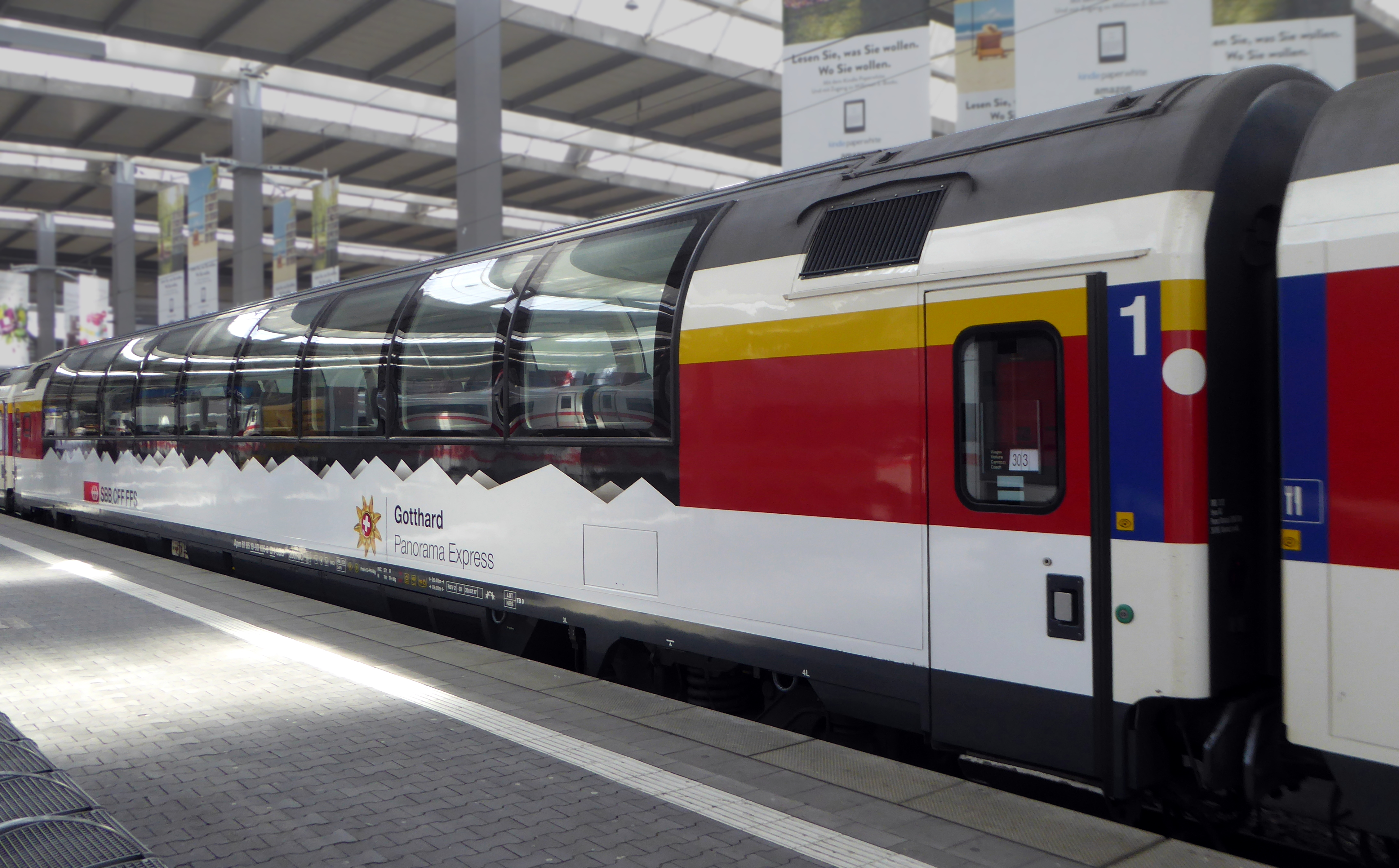
Carrozza in livrea attuale
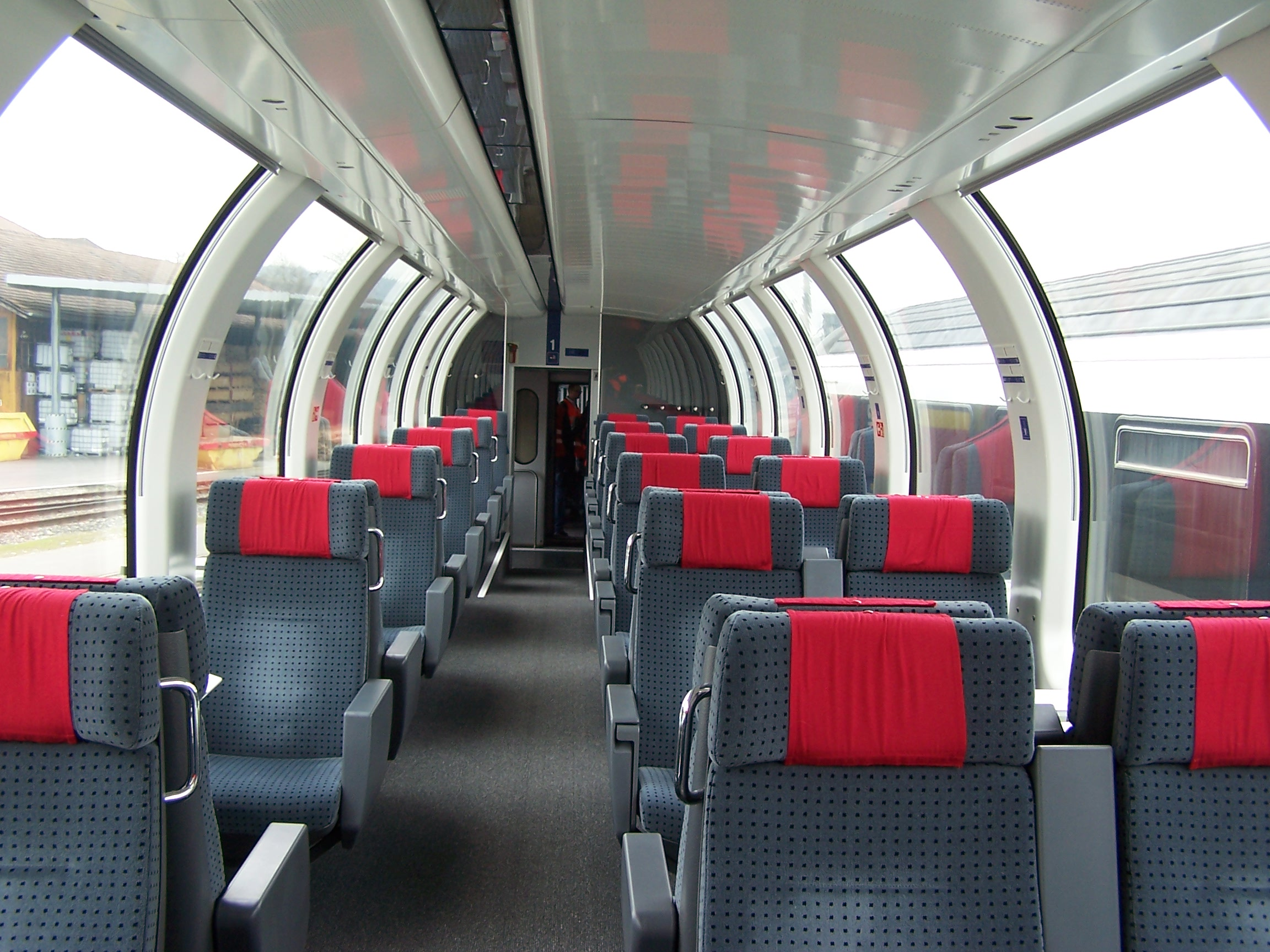
Interno